# Johannes-Müller-Denkmal (Koblenz)

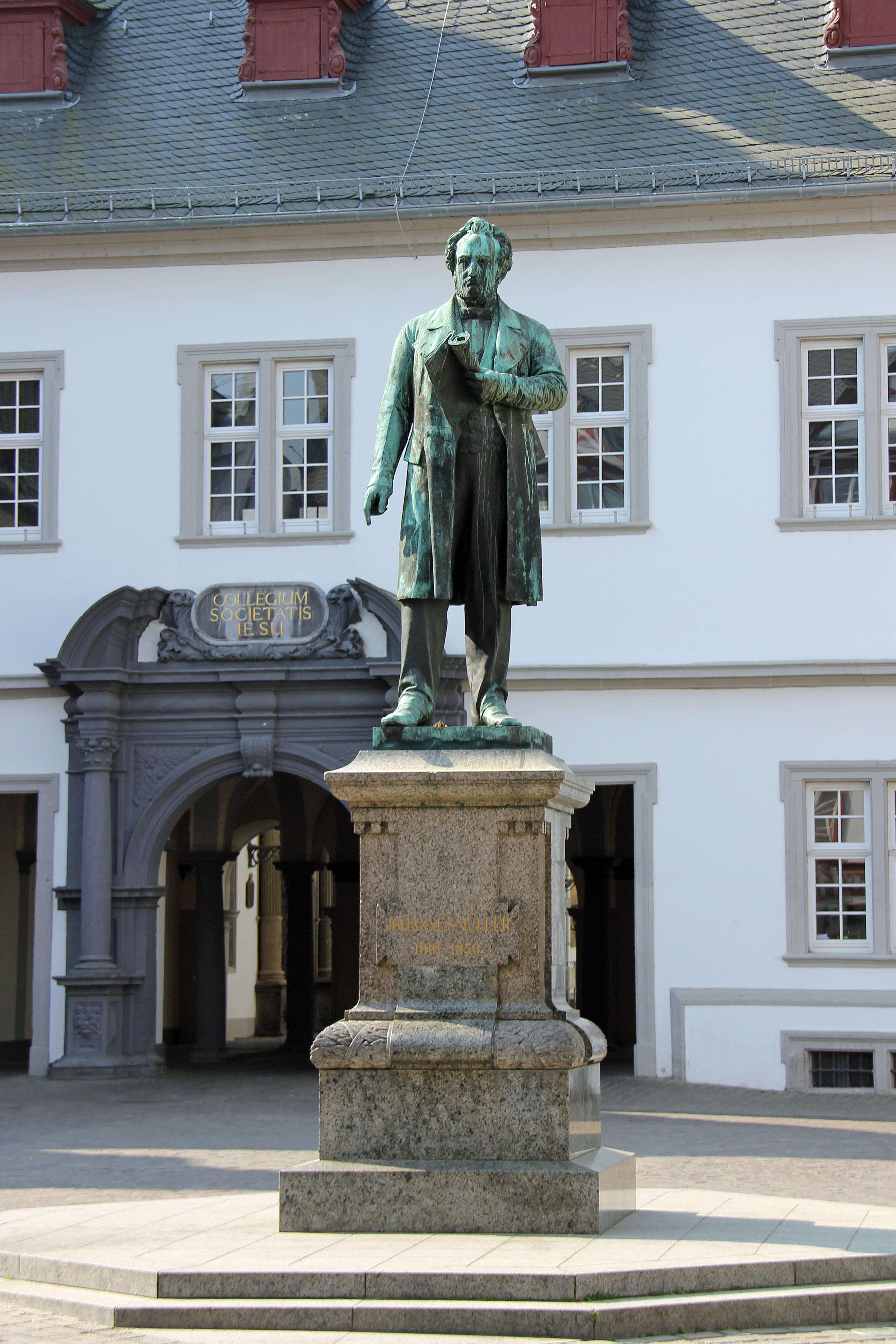
Das Johannes-Müller-Denkmal in der Altstadt von Koblenz

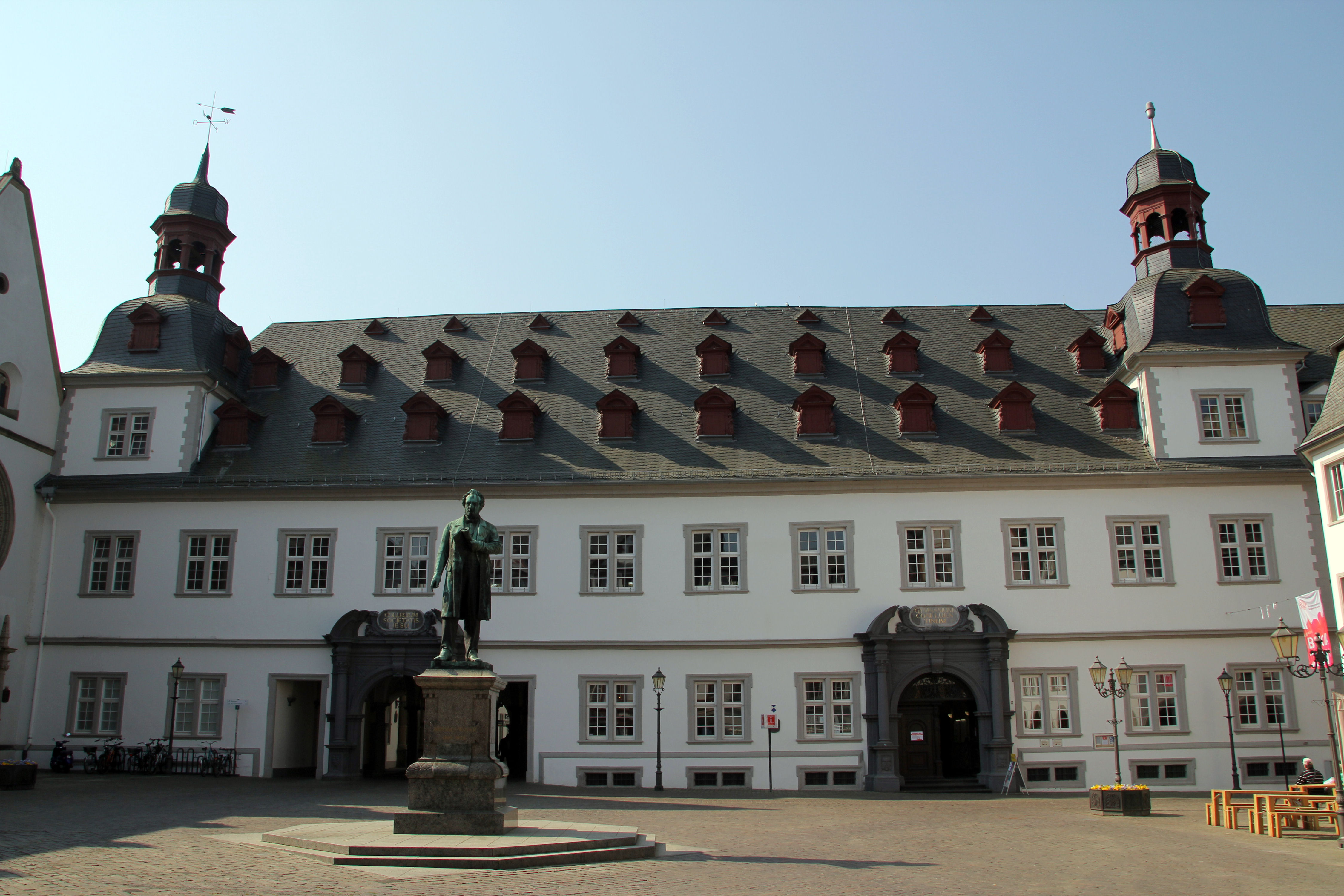
Das Johannes-Müller-Denkmal auf dem Jesuitenplatz, im Hintergrund das Koblenzer Rathaus

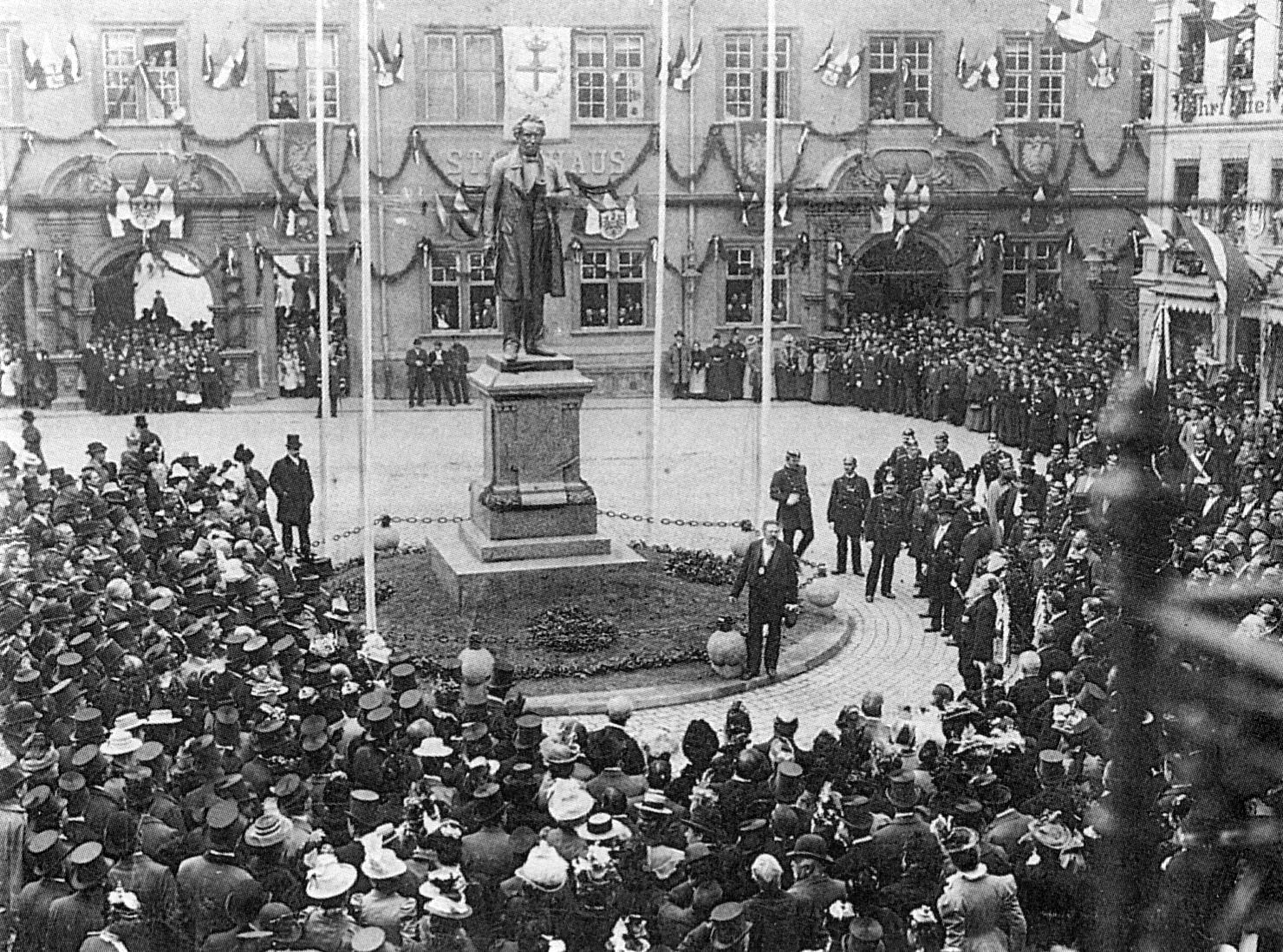
Die Einweihung des Johannes-Müller-Denkmals am 7. Oktober 1899

Das Johannes-Müller-Denkmal in Koblenz ist ein Denkmal zu Ehren des in der Stadt geborenen Mediziners Johannes Müller. Es befindet sich in der Altstadt im Zentrum des Jesuitenplatzes vor dem Rathaus der Stadt Koblenz.

## Geschichte
Die Einweihung des privat finanzierten Denkmals fand am 7. Oktober 1899 auf dem Jesuitenplatz in Koblenz statt. Die Festrede hielt Müllers früherer Schüler Rudolf Virchow. Das Standbild ist ein Werk des Berliner Bildhauers Joseph Uphues.
Nach dem Zweiten Weltkrieg wurde das Denkmal 1951 aus verkehrstechnischen Gründen in die Südallee versetzt. Nachdem man den Jesuitenplatz autofrei umgestaltet hatte, kehrte es 1986 an seinen alten Platz zurück.

## Bau
Das Johannes-Müller-Denkmal, das sich durch flache Stufen leicht erhöht in der Mitte des Jesuitenplatzes befindet, steht auf einem hohen Granitsockel und ist somit platzbildprägend. Darüber erhebt sich eine überlebensgroße Bronzefigur von Johannes Peter Müller. Auf der Vorderseite des Sockels sind der Name Johannes Müller und seine Lebensdaten 1801–1858 eingemeißelt, auf der Rückseite steht zu lesen: „Dem grossen Anatomen u. Physiologen errichtet in seiner Vaterstadt 1899“.

## Denkmalschutz
Das Johannes-Müller-Denkmal ist ein geschütztes Kulturdenkmal nach dem Denkmalschutzgesetz (DSchG) und in der Denkmalliste des Landes Rheinland-Pfalz eingetragen. Es liegt am Jesuitenplatz.
Seit 2002 ist das Johannes-Müller-Denkmal Teil des UNESCO-Welterbes Oberes Mittelrheintal.